# Die große Welle vor Kanagawa
Die große Welle vor Kanagawa (jap. 神奈川沖浪裏 Kanagawa oki nami ura), eigentlich Unter der Welle im Meer vor Kanagawa, ist der Titel eines Farbholzschnitts im Ukiyo-e Stil des japanischen Künstlers Katsushika Hokusai.
Der Druck ist das erste und bekannteste Blatt der 1830 bis 1836 entstandenen Serie 36 Ansichten des Berges Fuji, in der Hokusai auf insgesamt 46 Bildern die Landschaften rund um den Fuji darstellte. Hokusai, der knapp neunzig Jahre alt wurde, fertigte diesen Holzschnitt mit ca. siebzig Jahren an. Das Blatt ist der bekannteste japanische Druck und gehört zu den berühmtesten graphischen Werken der Welt.

## Beschreibung
Der Druck ist im Original 25 × 37 cm groß und zeigt drei von Edo kommende Boote in einer Welle vor der Küste Kanagawas im heute gleichnamigen Stadtbezirk von Yokohama (siehe auch Kanagawa) und vor der Kulisse des Fuji. Das dunkelblaue Wasser der schweren See umschließt die zerbrechlich wirkenden Boote, die das Wellental durchqueren. Die Boote sind vom Typ Oshiokuri-bune, etwa 12–15 m lange Boote zum Fischtransport. Die Fischer kauern in den Booten, über die jeden Moment die Welle hereinbricht.
Diese naturalistische Darstellung eines Wellenberges war für die westliche Kunst bis dahin neu. Es ist eine kurze Momentaufnahme, bevor die gewaltigen Wassermassen in sich zusammenbrechen. Hokusai zeigt die  Bedrohung der Menschen durch die Naturgewalten. Mit verschiedenen Blautönen hält er die Wassermassen fest.
Hokusai spielt gekonnt mit der Perspektive. Japans höchster Berg erscheint als kleiner dreieckiger Hügel, den die ansteigende Welle umschließt. Der Maler ist für seine Landschaftsabbildungen berühmt, die er mit seiner Palette von Indigo und importiertem Preußisch Blau schuf.

## Herstellung

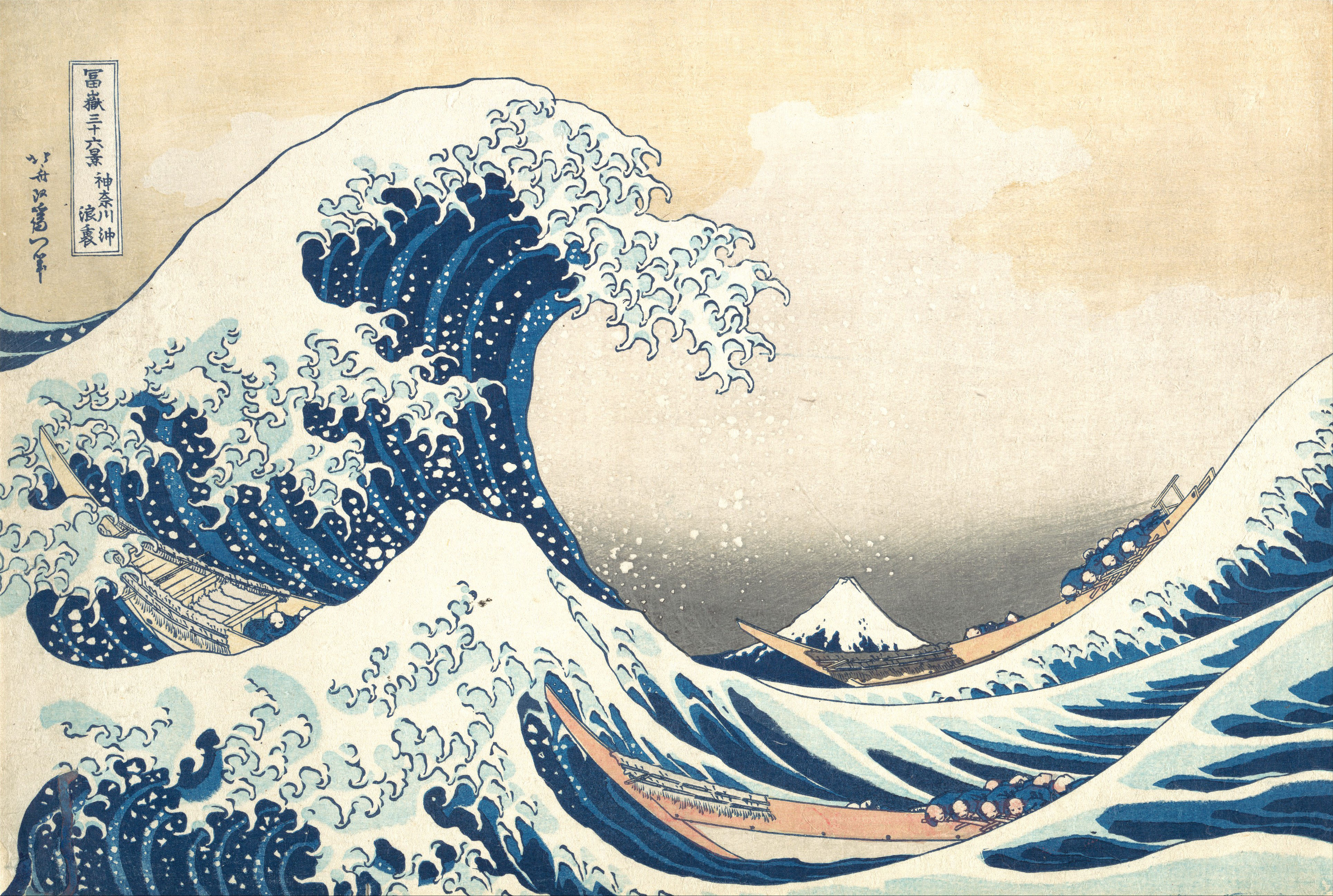
Abzug im Metropolitan Museum of Art in New York City

Für die frühen Abzüge wurden mindestens sieben verschiedene Druckstöcke verwendet, wobei die Holzblöcke bzw. -tafeln normalerweise auf beiden Seiten geschnitten wurden, so dass es insgesamt vier Holztafeln gab – drei davon beidseitig geschnitzt.
| Farbe               | Gedruckte Flächen                                      |
| ------------------- | ------------------------------------------------------ |
| Dunkelblau          | Konturen, Kartusche, Signatur, Fläche des Berges, Meer |
| Hellblau            | Meer                                                   |
| Mittelblau          | Meer, Fläche des Berges, Kleidung der Fischer          |
| Hellgrau/dunkelgrau | Himmel und das Boot im Hintergrund                     |
| Hellgrau            | Zwei Boote im Vordergrund                              |
| Gelb oder beige     | Alle Boote                                             |
| Pink oder beige     | Wolken                                                 |

Bei den Drucken wurde auch Berliner Blau verwendet. Die Druckstöcke nutzten sich bei der Verwendung ab und wurden dann immer wieder ersetzt. Es ist keiner erhalten geblieben.

## Ausführungen
Die Zahl der ursprünglich existierenden Originalabzüge der Holzblockdrucke ist nicht bekannt und wird auf ca. 8000 geschätzt. Diese sind mehr als 180 Jahre alt und die einzelnen Ausgaben weisen Unterschiede in den Farben und einzelnen Elementen infolge der Abnutzung der Holzblöcke auf. Auf einigen sind die Wolken und die Gischt kaum zu erkennen. Auf manchen variiert die Farbe des oberen Himmels von gelb bis rosa. Die Gesamtauflage zeigt, dass das Motiv auch in Japan sehr beliebt war, jedoch wurden die Drucke nicht als besonders wertvoll angesehen, so dass man davon ausgehen muss, dass der weitaus größte Teil der Abzüge schon bald weggeworfen oder zerstört wurde.
Originalabzüge werden unter anderem im Nationalmuseum Tokio, im Metropolitan Museum of Art in New York City (4), im Britischen Museum in London (3), in der Bibliothèque nationale de France in Paris, im Museum für angewandte Kunst (Wien), im Los Angeles County Museum of Art, im Art Institute of Chicago, in der National Gallery of Victoria in Melbourne, im Rijksmuseum Amsterdam, in der Bayerischen Staatsbibliothek in München, im Museum Angewandte Kunst in Frankfurt, im Museum für Kunst und Gewerbe Hamburg, im Palazzo Maffei in Verona, im Civico Museo d’Arte Orientale in Triest, im Museo d’Arte Orientale Turin, im Museo d’arte orientale Edoardo Chiossone in Genua, sowie im Claude Monet Haus in Giverny gezeigt.

## Einfluss auf die abendländische Kunst

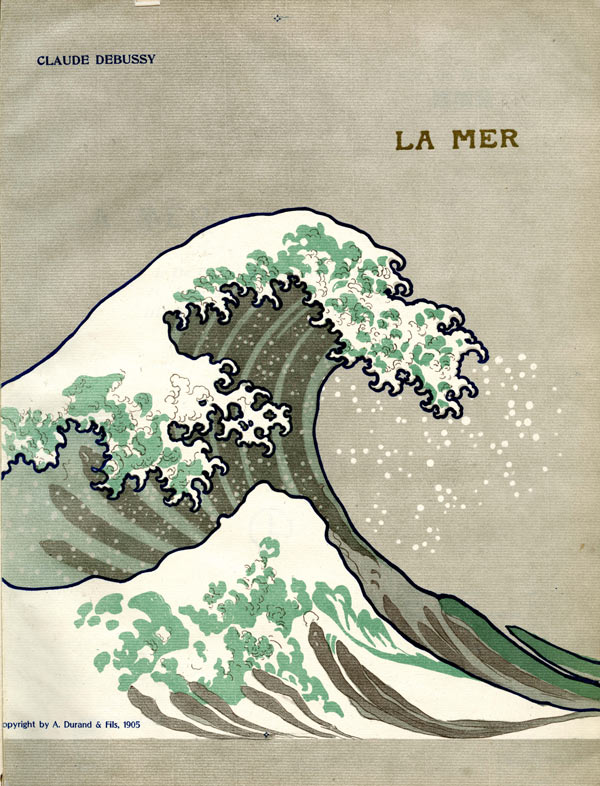
Titelbild zu Debussys La Mer (1905)

Nach der Meiji-Restauration endete 1868 eine lange Periode der Isolierung Japans, was Importe aus dem Westen ermöglichte. Umgekehrt fanden viele japanische Kunstwerke ihren Weg nach Europa, es entstand eine regelrechte Japan-Mode, die bereits seit 1872 Japonismus genannt wurde.
In der westlichen Welt wurden Künstler fast aller Kunstgattungen von den japanischen Holzschnitten inspiriert, besonders die Impressionisten. Die Große Welle vor Kanagawa als eines der weltweit bekanntesten Werke der japanischen Kunst übte Einfluss auf Claude Monet aus, ebenso auf Debussys Komposition La Mer. Debussy hatte einen Abzug in seinem Komponierzimmer hängen und bat darum, das Bild auf dem Titel der gedruckten Partitur von La Mer verwenden zu dürfen. Der Regisseur, Bühnenbildner, Grafiker und Maler  Henri Rivière, ein großer Bewunderer Hokusais und besonders der Großen Welle, veröffentlichte 1902 eine Serie von Lithographien mit dem Titel Die 36 Ansichten des Eiffelturms. Auch für Vincent van Gogh war Hokusai ein großes Vorbild, er lobte die Qualität und die Linienführung der Welle und betonte die enorme emotionale Wirkung, die sie auf ihn ausübte. Die französische Bildhauerin Camille Claudel ersetzte in ihrer Skulptur La Vague (1897) die Boote durch drei in einem Reigen tanzende Frauen.
1931 war der Farbholzschnitt unter dem Titel „Die Welle vom Hokusai“ auf der Ausstellung der Wiener Secession vertreten.

## Rezeption

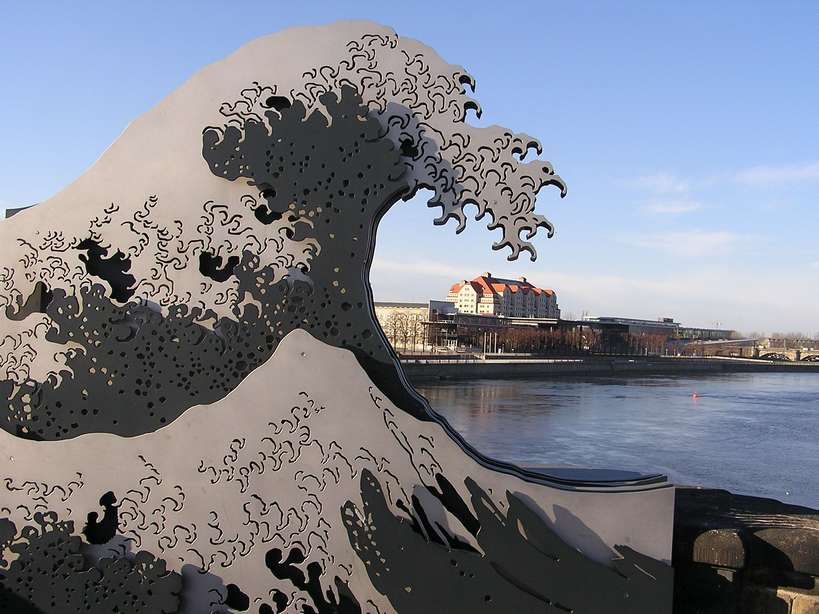
Skulptur Die Woge von Tobias Stengel auf dem Hauptpfeiler der Augustusbrücke in Dresden

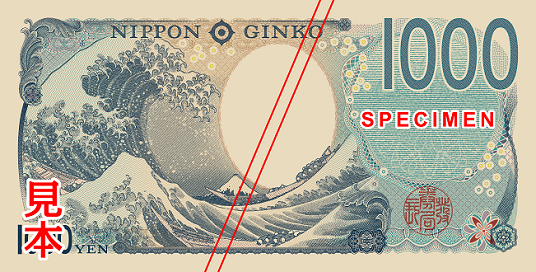
Rückseite der 1000-Yen-Banknote

Die große Welle vor Kanagawa erreichte den Status einer internationalen Ikone, die bis in die Gegenwart von Künstlern zitiert wird und zahlreiche Hommagen und Parodien angeregt hat. Wayne Crothers, der Kurator einer Hokusai-Ausstellung in der National Gallery of Victoria von 2017, nannte die Große Welle „möglicherweise das am häufigsten reproduzierte Bild in der gesamten Kunstgeschichte“.
Auf der Augustusbrücke in Dresden befindet sich seit 2006 die Skulptur Die Woge, die an das Elbehochwasser 2002 erinnern soll und sich stark an der Großen Welle vor Kanagawa orientiert.
Die 2024 in Umlauf gebrachte 1000-Yen-Banknote ziert auf der Rückseite eine Abbildung der Großen Welle vor Kanagawa.
Das Emoji für Welle (🌊) ist insbesondere auf Apple-Geräten der Großen Welle vor Kanagawa nachempfunden.
Das Logo der Marke Boardriders (bis 2017 Quiksilver) ist inspiriert von dem Farbholzschnitt.